# Blanches Colombes et Vilains Messieurs (film, 1955)
Cet article concerne le film musical. Pour la comédie musicale, voir Guys and Dolls.
Pour les articles homonymes, voir Guys and Dolls (homonymie).
Pour plus de détails, voir Fiche technique et Distribution.
Blanches Colombes et Vilains Messieurs (Guys and Dolls) est un film musical américain réalisé par Joseph L. Mankiewicz, sorti en 1955.
Il s'agit d'une adaptation de la comédie musicale éponyme d'Abe Burrows, Jo Swerling et Frank Loesser, créée en 1950.

## Synopsis
À New-York, Nathan Detroit est organisateur de jeux d'argent clandestins qui n'arrive plus à trouver de local pour réunir ses parieurs. Pour financer une location couteuse, il parie 1000 dollars avec Sky Masterson, un riche joueur professionnel, que ce dernier est incapable de séduire une jolie sergente de l'Armée du salut, Sarah Brown. Celle-ci se désole de l'inefficacité de ses prêches et du vide de sa section de l'Armée du Salut. Sky s'y rend et prétend pouvoir y faire venir un contingent de pêcheurs à sauver, et en retour lui propose une invitation à dîner, à La Havane !

## Fiche technique
- Titre : Blanches Colombes et Vilains Messieurs
- Titre original : Guys and Dolls
- Réalisation : Joseph L. Mankiewicz
- Scénario : Joseph L. Mankiewicz et Ben Hecht tiré de la comédie musicale Guys and Dolls du compositeur Frank Loesser sur un livret de Jo Swerling et Abe Burrows (1910-1985), créée le 14 octobre 1950 à Broadway d'après la nouvelle "The Idyll of Miss Sarah Brown" publiée en 1933 par Damon Runyon.
- Assistant réalisateur : Gary Nelson
- Musique : Frank Loesser et Joseph C. Wright
- Direction musicale : Jay Blackton
- Chorégraphie : Michael Kidd
- Direction artistique : Joseph C. Wright
- Décors : Oliver Smith
- Costumes : Irene Sharaff
- Photographie : Harry Stradling Sr.
- Montage : Daniel Mandell
- Producteur: Samuel Goldwyn
- Société de production : The Samuel Goldwyn Company
- Société de distribution : Metro-Goldwyn-Mayer
- Pays de production :  États-Unis
- Langue : anglais
- Format : couleurs (Eastmancolor) - 35 mm - 2,55:1 (CinemaScope) - 4 pistes stéréo
- Durée : 143 minutes
- Dates de sortie :
  - États-Unis : 3 novembre 1955
  - France : 1er mars 1957

## Distribution
- Marlon Brando (VF : Pierre Trabaud) : Sky Masterson (VF : Caid Masterson)
- Jean Simmons (VF : Arlette Thomas) : Sarah Brown
- Frank Sinatra (VF : Roger Rudel) : Nathan Detroit (VF : Alain Detroit)
- Vivian Blaine : Miss Adelaide
- Robert Keith (VF : Louis Arbessier) : le lieutenant Brannigan
- Stubby Kaye : « Nicely-Nicely » Johnson
- B.S. Pully (VF : Jean Clarieux) : « Big Jule »
- Johnny Silver (VF : Jacques Dynam) : Benny Southstreet (VF : Benoît l’Haricot-Vert)
- Sheldon Leonard (VF : William Sabatier) : Harry « the Horse » (VF : Henry le Hareng)
- Danny Dayton : « Rusty Charlie »
- George E. Stone : « Society Max »
- Regis Toomey : « Arvide Abernathy »
- Veda Ann Borg (VF : Jacqueline Ferriere) : Laverne
- Mary Alan Hokanson (VF : Lita Recio) : Agatha, membre de la mission
- Kathryn Givney : Générale Cartwright
- Larry Duran (non crédité) : un danseur

## Chansons

### Titres
1. Overture
2. Fugue for Tinhorns de Nicely-Nicely, Benny, Rusty
3. Follow the Fold de Sarah
4. The Oldest Established Floating Crap Game in New York de Nathan, Benny, Nicely-Nicely
5. I'll Know de Sarah et Sky
6. Pet Me Poppa d'Adelaide
7. Adelaide's Lament d'Adelaide
8. Guys and Dolls de Nathan, Benny, Nicely-Nicely
9. Adelaide de Nathan
10. If I Were a Bell de Sarah et Sky
11. A Woman in Love de Sarah et Sky
12. Take Back Your Mink d'Adelaide
13. Luck Be a Lady de Sky
14. Sue Me de Nathan et Adelaide
15. Sit Down, You're Rockin' the Boat de Nicely-Nicely
16. Finale

### Des Yeux d'amoureuse
La chanson A Woman in Love, composée par Frank Loesser et chantée dans le film par Marlon Brando et Jean Simmons a été adaptée en France par Jacques Larue sous le nom Des yeux d'amoureuse et interprétée par :
- 1957 : Mathé Altéry - Pathé (EG276M)

- 1957 : Armand Mestral - Philips (n°432.137) - Columbia (FL210)

- 1957 : Roland Gerbeau - Odeon (SOE3236)

- 1958 : Maria Lopez - Teppaz (n°4521 & JK30)

- 1958 :  Víctor Balaguer - Disques Festival (FX-45-1157-M)

## Autour du film
- Le clip You Rock My World (2001) de Michael Jackson, dans lequel joue Marlon Brando, s'inspire du film.